# کوک پو

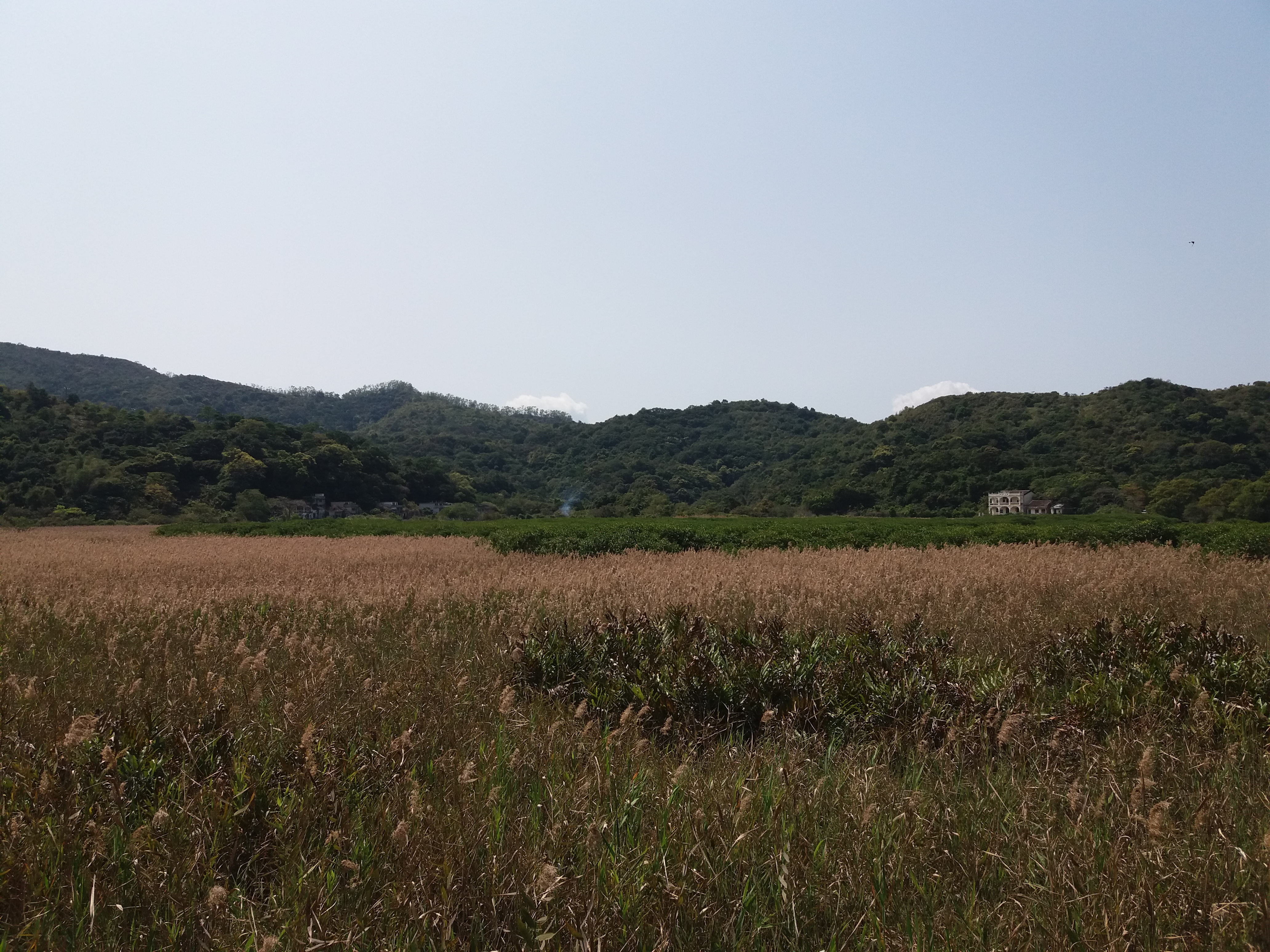

کوک پو (انگلیسی: Kuk Po) یک منطقۀ مسکونی در شمال شرقی هنگ کنگ است.